# Ga Gulbongsan
Ga Gulbongsan là ga đường sắt trên Tuyến Gyeongchun.

## Bố trí ga
| ↑ Gapyeong    |
| \| ３         |
| Baegyang-ri ↓ |

| ２ | ●Tuyến Gyeongchun | → Hướng đi Chuncheon →                                  |
| ３ | ●Tuyến Gyeongchun | ← Hướng đi Sangbong · Cheongnyangni · Đại học Kwangwoon |